# Carpornis
Carpornis là một chi chim trong họ Cotingidae.